# Schloss Pompon Rouge
Schloss Pompon Rouge – niemiecki komediowo-erotyczny serial telewizyjny (sceneria barokowa) emitowany na początku lat '90, do którego muzykę skomponował Grzegorz Ciechowski. Serial nie odniósł sukcesu i wkrótce zakończono jego produkcję.

## Opis fabuła
XVIII wieczne Niemcy, język francuski staje się bardzo popularny. W mały księstwie Pompon Rouge obowiązujące ekstrawagancja, luksus, hazard, intrygi i  miłość bez wad.

## Obsada
- Elisabeth Volkmann jako Marquise Marie Antoinette Pompon Rouge
- Jörg Bräuer jako Marquis Henri de Pompon Rouge
- Franz H. Hanfstingl jako Friedrich von Stolzenfels
- Imo Heite jako Abbé
- Stephan Meyer-Kohlhoff jako Benno von Stulpnagel
- Katja Bienert jako Carmen
- Claudine Wilde jako Julie
- Sabine Bach jako Charlotte Busching
- Ron Williams jako James Alexander
- Miroslav Nemec jako Reinhard